# La Ciénega (Nuevo México)
La Ciénega (oficialmente La Cienega) es un lugar designado por el censo ubicado en el condado de Santa Fe en el estado estadounidense de Nuevo México. En el Censo de 2010 tenía una población de 3819 habitantes y una densidad poblacional de 124,4 personas por km². 
Se encuentra en la región nor-central de Nuevo México, en la sierra de la Sangre de Cristo a escasos kilómetros de la ciudad de Santa Fe.

## Geografía
La Ciénega se encuentra ubicado en las coordenadas 35°35′4″N 106°6′33″O / 35.58444, -106.10917. Según la Oficina del Censo de los Estados Unidos, La Ciénega tiene una superficie total de 30.7 km², de la cual 30.7 km² corresponden a tierra firme y (0.01%) 0 km² es agua.

## Demografía
Según el censo de 2010, había 3819 personas residiendo en La Ciénega. La densidad de población era de 124,4 hab./km². De los 3819 habitantes, La Ciénega estaba compuesto por el 62.97% blancos, el 0.18% eran afroamericanos, el 1.94% eran amerindios, el 0.76% eran asiáticos, el 0.1% eran isleños del Pacífico, el 31.45% eran de otras razas y el 2.59% pertenecían a dos o más razas. Del total de la población el 80.36% eran hispanos o latinos de cualquier raza.